# Californication (Fernsehserie)/Episodenliste

Logo zur Serie

Diese Episodenliste enthält alle Episoden der US-amerikanischen Fernsehserie Californication sortiert nach der US-amerikanischen Erstausstrahlung. Zwischen 2007 und 2014 entstanden in sieben Staffeln 84 Episoden mit einer Länge von jeweils etwa 24 Minuten.

## Übersicht
| Staffel | Episodenanzahl | Erstausstrahlung USA | Erstausstrahlung USA | Deutschsprachige Erstausstrahlung | Deutschsprachige Erstausstrahlung |
| Staffel | Episodenanzahl | Staffelpremiere      | Staffelfinale        | Staffelpremiere                   | Staffelfinale                     |
| ------- | -------------- | -------------------- | -------------------- | --------------------------------- | --------------------------------- |
| 1       | 12             | 13. August 2007      | 29. Oktober 2007     | 14. Mai 2008                      | 30. Juli 2008                     |
| 2       | 12             | 28. September 2008   | 14. Dezember 2008    | 1. August 2009                    | 7. Oktober 2009                   |
| 3       | 12             | 27. September 2009   | 13. Dezember 2009    | 19. August 2010                   | 22. September 2010                |
| 4       | 12             | 9. Januar 2011       | 27. März 2011        | 13. Oktober 2011                  | 17. November 2011                 |
| 5       | 12             | 8. Januar 2012       | 1. April 2012        | 24. Januar 2013                   | 28. Februar 2013                  |
| 6       | 12             | 13. Januar 2013      | 7. April 2013        | 13. Februar 2014                  | 20. März 2014                     |
| 7       | 12             | 13. April 2014       | 29. Juni 2014        | 14. Oktober 2014                  | 18. November 2014                 |

## Staffel 1
Die Erstausstrahlung der ersten Staffel war vom 13. August bis zum 29. Oktober 2007 auf dem US-amerikanischen Kabelsender Showtime zu sehen. Die deutschsprachige Erstausstrahlung sendete der deutsche Pay-TV-Sender AXN vom 14. Mai bis zum 30. Juli 2008.
| Nr. (ges.) | Nr. (St.) | Deutscher Titel             | Originaltitel                        | Erstausstrahlung USA | Deutschsprachige Erstausstrahlung (D) | Regie            | Drehbuch                     |
| ---------- | --------- | --------------------------- | ------------------------------------ | -------------------- | ------------------------------------- | ---------------- | ---------------------------- |
| 1          | 1         | Eine verhängnisvolle Affäre | Pilot                                | 13. Aug. 2007        | 14. Mai 2008                          | Stephen Hopkins  | Tom Kapinos                  |
| 2          | 2         | Hanks neuer Job             | Hell-A Woman                         | 20. Aug. 2007        | 21. Mai 2008                          | Scott Winant     | Tom Kapinos                  |
| 3          | 3         | Die Hure Babylons           | The Whore of Babylon                 | 27. Aug. 2007        | 28. Mai 2008                          | Scott Winant     | Tom Kapinos                  |
| 4          | 4         | Die Spendengala             | Fear and Loathing at the Fundraiser  | 3. Sep. 2007         | 4. Juni 2008                          | Michael Lembeck  | Daisy Gardner                |
| 5          | 5         | LOL                         | LOL                                  | 10. Sep. 2007        | 11. Juni 2008                         | Bart Freundlich  | Susan McMartin               |
| 6          | 6         | Wer einmal lügt ...         | Absinthe Makes the Heart Grow Fonder | 17. Sep. 2007        | 18. Juni 2008                         | Ken Whittingham  | Tom Kapinos & Eric Weinberg  |
| 7          | 7         | Die Illusion vom Happy End  | Girls, Interrupted                   | 24. Sep. 2007        | 25. Juni 2008                         | Tucker Gates     | Gina Fattore                 |
| 8          | 8         | Vater und Sohn              | California Son                       | 1. Okt. 2007         | 2. Juli 2008                          | Scott Winant     | Tom Kapinos                  |
| 9          | 9         | Schnöder Mammon             | Filthy Lucre                         | 8. Okt. 2007         | 9. Juli 2008                          | Scott Burns      | Ildy Modrovich               |
| 10         | 10        | In flagranti                | The Devil's Threesome                | 15. Okt. 2007        | 16. Juli 2008                         | John Dahl        | Tom Kapinos                  |
| 11         | 11        | Ein neues Kapitel           | Turn the Page                        | 22. Okt. 2007        | 23. Juli 2008                         | David Von Ancken | Gina Fattore & Eric Weinberg |
| 12         | 12        | Der letzte Tanz             | The Last Waltz                       | 29. Okt. 2007        | 30. Juli 2008                         | Scott Winant     | Tom Kapinos                  |

## Staffel 2
Die Erstausstrahlung der zweiten Staffel war vom 28. September bis zum 14. Dezember 2008 auf dem US-amerikanischen Kabelsender Showtime zu sehen. Die deutschsprachige Erstausstrahlung sendete der deutsche Pay-TV-Sender AXN vom 1. August bis zum 7. Oktober 2009.
| Nr. (ges.) | Nr. (St.) | Deutscher Titel                 | Originaltitel                       | Erstausstrahlung USA | Deutschsprachige Erstausstrahlung (D) | Regie            | Drehbuch                    |
| ---------- | --------- | ------------------------------- | ----------------------------------- | -------------------- | ------------------------------------- | ---------------- | --------------------------- |
| 13         | 1         | Ein oraler Ausrutscher          | Slip of the Tongue                  | 28. Sep. 2008        | 1. Aug. 2009                          | David Duchovny   | Tom Kapinos                 |
| 14         | 2         | Der Grosse Ashby                | The Great Ashby                     | 5. Okt. 2008         | 1. Aug. 2009                          | David Von Ancken | Tom Kapinos                 |
| 15         | 3         | Wiedersehen mit Trixie          | No Way to Treat a Lady              | 12. Okt. 2008        | 5. Aug. 2009                          | John Dahl        | Gina Fattore                |
| 16         | 4         | Der Heiratsantrag               | The Raw & the Cooked                | 19. Okt. 2008        | 12. Aug. 2009                         | David Von Ancken | Tom Kapinos                 |
| 17         | 5         | Vaginatown                      | Vaginatown                          | 26. Okt. 2008        | 19. Aug. 2009                         | Ken Whittingham  | Jay Dyer                    |
| 18         | 6         | Charlies großer Auftritt        | Coke Dick & the First Kick          | 2. Nov. 2008         | 26. Aug. 2009                         | Michael Lehman   | Gina Fattore & Gabriel Roth |
| 19         | 7         | Die Mutter allen Übels          | In a Lonely Place                   | 9. Nov. 2008         | 2. Sep. 2009                          | Jake Kasdan      | Tom Kapinos                 |
| 20         | 8         | Beverly Hills Affären           | Going Down and Out in Beverly Hills | 16. Nov. 2008        | 9. Sep. 2009                          | Daniel Duchovny  | Daisy Gardner               |
| 21         | 9         | Der Reigen                      | La Ronde                            | 23. Nov. 2008        | 16. Sep. 2009                         | Adam Bernstein   | Gina Fattore                |
| 22         | 10        | Sprung ins Ungewisse            | In Utero                            | 30. Nov. 2008        | 23. Sep. 2009                         | David Von Ancken | Tom Kapinos                 |
| 23         | 11        | Ein letzter Freundschaftsdienst | Blues From Laurel Canyon            | 7. Dez. 2008         | 30. Sep. 2009                         | Michael Lehmann  | Gina Fattore                |
| 24         | 12        | Abschied                        | La Petite Mort                      | 14. Dez. 2008        | 7. Okt. 2009                          | Bart Freundlich  | Tom Kapinos                 |

## Staffel 3
Die Erstausstrahlung der dritten Staffel war vom 27. September bis zum 13. Dezember 2009 auf dem US-amerikanischen Kabelsender Showtime zu sehen. Die deutschsprachige Erstausstrahlung sendete der deutsche Pay-TV-Sender AXN vom 19. August bis zum 22. September 2010.
| Nr. (ges.) | Nr. (St.) | Deutscher Titel              | Originaltitel              | Erstausstrahlung USA | Deutschsprachige Erstausstrahlung (D) | Regie                              | Drehbuch                      |
| ---------- | --------- | ---------------------------- | -------------------------- | -------------------- | ------------------------------------- | ---------------------------------- | ----------------------------- |
| 25         | 1         | Ein denkwürdiges Dinner      | Wish You Were Here         | 27. Sep. 2009        | 19. Aug. 2010                         | David Duchovny                     | Tom Kapinos                   |
| 26         | 2         | Der Gastdozent               | The Land Of Rape and Honey | 4. Okt. 2009         | 19. Aug. 2010                         | Bart Freundlich & David Von Ancken | Tom Kapinos                   |
| 27         | 3         | Ein Blick hinter die Fassade | Verities & Balderdash      | 11. Okt. 2009        | 26. Aug. 2010                         | David Von Ancken                   | Gina Fattore                  |
| 28         | 4         | Vierecksbeziehung            | Zoso                       | 18. Okt. 2009        | 26. Aug. 2010                         | Bart Freundlich                    | Tom Kapinos                   |
| 29         | 5         | Jugendfreunde                | Slow Happy Boys            | 25. Okt. 2009        | 1. Sep. 2010                          | David Von Ancken                   | Tom Kapinos                   |
| 30         | 6         | In Vino Veritas              | Glass Houses               | 1. Nov. 2009         | 1. Sep. 2010                          | Michael Lehmann                    | Gina Fattore                  |
| 31         | 7         | Also, die Sache ist die …    | So Here's the Thing…       | 8. Nov. 2009         | 8. Sep. 2010                          | John Dahl                          | Daisy Gardner                 |
| 32         | 8         | Das Apartment                | The Apartment              | 15. Nov. 2009        | 8. Sep. 2010                          | Adam Bernstein                     | Tom Kapinos                   |
| 33         | 9         | Ein schlechtes Vorbild       | Mr. Bad Example            | 22. Nov. 2009        | 15. Sep. 2010                         | John Dahl                          | Gina Fattore & Matt Patterson |
| 34         | 10        | Männerabend                  | Dogtown                    | 29. Nov. 2009        | 15. Sep. 2010                         | Seith Mann                         | Tom Kapinos & Gina Fattore    |
| 35         | 11        | Das Tribunal der Frauen      | Comings & Goings           | 6. Dez. 2009         | 22. Sep. 2010                         | David Von Ancken                   | Gina Fattore & Daisy Gardner  |
| 36         | 12        | Mia Culpa                    | Mia Culpa                  | 13. Dez. 2009        | 22. Sep. 2010                         | Stephen Hopkins                    | Tom Kapinos                   |

## Staffel 4
Die Erstausstrahlung der vierten Staffel war vom 9. Januar bis zum 27. März 2011 auf dem US-amerikanischen Kabelsender Showtime zu sehen. Die deutschsprachige Erstausstrahlung sendete der deutsche Pay-TV-Sender AXN vom 13. Oktober bis zum 17. November 2011.
| Nr. (ges.) | Nr. (St.) | Deutscher Titel                         | Originaltitel           | Erstausstrahlung USA | Deutschsprachige Erstausstrahlung (D) | Regie                | Drehbuch                   |
| ---------- | --------- | --------------------------------------- | ----------------------- | -------------------- | ------------------------------------- | -------------------- | -------------------------- |
| 37         | 1         | Vom Regen in die Traufe                 | Exile On Main St.       | 9. Jan. 2011         | 13. Okt. 2011                         | David Von Ancken     | Tom Kapinos                |
| 38         | 2         | Edel in Gedanken, erbärmlich im Handeln | Suicide Solution        | 16. Jan. 2011        | 13. Okt. 2011                         | David Duchovny       | Tom Kapinos                |
| 39         | 3         | Das Märchen vom Selbstmord              | Home Sweet Home         | 23. Jan. 2011        | 20. Okt. 2011                         | Adam Bernstein       | Tom Kapinos                |
| 40         | 4         | Affenmord                               | Monkey Business         | 30. Jan. 2011        | 20. Okt. 2011                         | Bart Freundlich      | Gabe Roth & Matt Patterson |
| 41         | 5         | Kahlschlag                              | Freeze-Frame            | 6. Feb. 2011         | 27. Okt. 2011                         | Beth McCarthy-Miller | Tom Kapinos                |
| 42         | 6         | Rollenstudium                           | Lawyers, Guns and Money | 13. Feb. 2011        | 27. Okt. 2011                         | John Dahl            | Vanessa Reisen             |
| 43         | 7         | Sexuelle Befangenheit                   | The Recused             | 20. Feb. 2011        | 3. Nov. 2011                          | Michael Weaver       | Tom Kapinos                |
| 44         | 8         | Der letzte Glockenschlag                | Lights. Camera. Asshole | 27. Feb. 2011        | 3. Nov. 2011                          | Adam Bernstein       | Tom Kapinos                |
| 45         | 9         | Die Sehnsucht nach dem perfekten Tag    | Another Perfect Day     | 6. März 2011         | 10. Nov. 2011                         | Michael Lehmann      | Tom Kapinos & Gabe Roth    |
| 46         | 10        | Die Verhandlung                         | The Trial               | 13. März 2011        | 10. Nov. 2011                         | Seith Mann           | Tom Kapinos                |
| 47         | 11        | Wie in alten Zeiten                     | The Last Supper         | 20. März 2011        | 17. Nov. 2011                         | John Dahl            | Tom Kapinos                |
| 48         | 12        | Unbequeme Wahrheiten                    | …And Justice For All    | 27. März 2011        | 17. Nov. 2011                         | Adam Bernstein       | Tom Kapinos                |

## Staffel 5
Die Erstausstrahlung der fünften Staffel war vom 8. Januar bis zum 1. April 2012 auf dem US-amerikanischen Kabelsender Showtime zu sehen. Die deutschsprachige Erstausstrahlung sendete der deutsche Pay-TV-Sender AXN vom 24. Januar bis zum 28. Februar 2013.
| Nr. (ges.) | Nr. (St.) | Deutscher Titel                 | Originaltitel                | Erstausstrahlung USA | Deutschsprachige Erstausstrahlung (D) | Regie             | Drehbuch    |
| ---------- | --------- | ------------------------------- | ---------------------------- | -------------------- | ------------------------------------- | ----------------- | ----------- |
| 49         | 1         | Rückkehr nach L.A.              | JFK to LAX                   | 8. Jan. 2012         | 24. Jan. 2013                         | John Dahl         | Tom Kapinos |
| 50         | 2         | Der Weg des Samurai             | The Way of the Fist          | 15. Jan. 2012        | 24. Jan. 2013                         | David Duchovny    | Tom Kapinos |
| 51         | 3         | Spiel mit dem Feuer             | Boys & Girls                 | 22. Jan. 2012        | 31. Jan. 2013                         | Seith Mann        | Tom Kapinos |
| 52         | 4         | Das Warten auf ein Wunder       | Waiting for the Miracle      | 29. Jan. 2012        | 31. Jan. 2013                         | Bart Freundlich   | Tom Kapinos |
| 53         | 5         | Auf Streife                     | The Ride Along               | 5. Feb. 2012         | 7. Feb. 2013                          | Millicent Shelton | Tom Kapinos |
| 54         | 6         | Vergangenheitsbewältigung       | Love Song                    | 12. Feb. 2012        | 7. Feb. 2013                          | Eric Stoltz       | Tom Kapinos |
| 55         | 7         | Date mit der Stripperin         | Here I Go Again              | 19. Feb. 2012        | 14. Feb. 2013                         | Michael Weaver    | Tom Kapinos |
| 56         | 8         | Eine Mutter kommt selten allein | Raw                          | 4. März 2012         | 14. Feb. 2013                         | Bart Freundlich   | Tom Kapinos |
| 57         | 9         | Sex am Set                      | At the Movies                | 11. März 2012        | 21. Feb. 2013                         | Helen Hunt        | Tom Kapinos |
| 58         | 10        | Nachmittag mit Nutten           | Perverts & Whores            | 18. März 2012        | 21. Feb. 2013                         | Bart Freundlich   | Tom Kapinos |
| 59         | 11        | Die Party                       | The Party                    | 25. März 2012        | 28. Feb. 2013                         | Michael Lehmann   | Tom Kapinos |
| 60         | 12        | Ein letzter Drink               | Hell Ain’t a Bad Place to Be | 1. Apr. 2012         | 28. Feb. 2013                         | Adam Bernstein    | Tom Kapinos |

## Staffel 6
Die Erstausstrahlung der sechsten Staffel war vom 13. Januar bis zum 7. April 2013 auf dem US-amerikanischen Kabelsender Showtime zu sehen. Die deutschsprachige Erstausstrahlung sendete der deutsche Pay-TV-Sender AXN vom 13. Februar bis zum 20. März 2014.
| Nr. (ges.) | Nr. (St.) | Deutscher Titel         | Originaltitel             | Erstausstrahlung USA | Deutschsprachige Erstausstrahlung (D) | Regie            | Drehbuch    |
| ---------- | --------- | ----------------------- | ------------------------- | -------------------- | ------------------------------------- | ---------------- | ----------- |
| 61         | 1         | Das Leben danach        | The Unforgiven            | 13. Jan. 2013        | 13. Feb. 2014                         | David Duchovny   | Tom Kapinos |
| 62         | 2         | Gruppentherapie         | Quitters                  | 20. Jan. 2013        | 13. Feb. 2014                         | John Dahl        | Tom Kapinos |
| 63         | 3         | Tote Rockstars          | Dead Rock Stars           | 27. Jan. 2013        | 20. Feb. 2014                         | Adam Bernstein   | Tom Kapinos |
| 64         | 4         | Menage a Trois          | Hell Bent for Leather     | 10. Feb. 2013        | 20. Feb. 2014                         | David Von Ancken | Tom Kapinos |
| 65         | 5         | Koks und Gitarren       | Rock and a Hard Place     | 17. Feb. 2013        | 27. Feb. 2014                         | David Von Ancken | Tom Kapinos |
| 66         | 6         | Im Angesicht des Todes  | In the Clouds             | 24. Feb. 2013        | 27. Feb. 2014                         | David Von Ancken | Tom Kapinos |
| 67         | 7         | Mein Abend mit Marilyn  | The Dope Show             | 3. März 2013         | 6. März 2014                          | Michael Weaver   | Tom Kapinos |
| 68         | 8         | Schonungslose Wahrheit  | Everybody’s a F… Critic   | 10. März 2013        | 6. März 2014                          | Seith Mann       | Tom Kapinos |
| 69         | 9         | Rachesex                | Mad Dogs and Englishmen   | 17. März 2013        | 13. März 2014                         | Adam Bernstein   | Tom Kapinos |
| 70         | 10        | Glaubenskrise           | Blind Faith               | 24. März 2013        | 13. März 2014                         | Adam Bernstein   | Tom Kapinos |
| 71         | 11        | Auf zu neuen Ufern      | The Abby                  | 31. März 2013        | 20. März 2014                         | Michael Weaver   | Tom Kapinos |
| 72         | 12        | Ein märchenhaftes Ende? | I’ll Lay My Monsters Down | 7. Apr. 2013         | 20. März 2014                         | Stephen Hopkins  | Tom Kapinos |

## Staffel 7
Die Erstausstrahlung der siebten Staffel war vom 13. April bis zum 29. Juni 2014 auf dem US-amerikanischen Kabelsender Showtime zu sehen. Die deutschsprachige Erstausstrahlung sendete der deutsche Pay-TV-Sender AXN vom 14. Oktober bis zum 18. November 2014.
| Nr. (ges.) | Nr. (St.) | Deutscher Titel                      | Originaltitel          | Erstausstrahlung USA | Deutschsprachige Erstausstrahlung (D) | Regie            | Drehbuch    |
| ---------- | --------- | ------------------------------------ | ---------------------- | -------------------- | ------------------------------------- | ---------------- | ----------- |
| 73         | 1         | Unverhofft kommt oft                 | Levon                  | 13. Apr. 2014        | 14. Okt. 2014                         | David Duchovny   | Tom Kapinos |
| 74         | 2         | Mein Sohn, seine Mutter und ich      | Julia                  | 20. Apr. 2014        | 14. Okt. 2014                         | Adam Bernstein   | Tom Kapinos |
| 75         | 3         | Der Apfel fällt nicht weit vom Stamm | Like Father Like Son   | 27. Apr. 2014        | 21. Okt. 2014                         | Michael Lehmann  | Tom Kapinos |
| 76         | 4         | Der Trumpf in der Hose               | Dicks                  | 4. Mai 2014          | 21. Okt. 2014                         | David Von Ancken | Tom Kapinos |
| 77         | 5         | Das geschenkte erste Mal             | Getting the Poison Out | 11. Mai 2014         | 28. Okt. 2014                         | Seith Mann       | Tom Kapinos |
| 78         | 6         | Die Kickoff-Party                    | Kickoff                | 18. Mai 2014         | 28. Okt. 2014                         | David Von Ancken | Tom Kapinos |
| 79         | 7         | Zahnarzt sucht Frau                  | Smile                  | 25. Mai 2014         | 4. Nov. 2014                          | John Dahl        | Tom Kapinos |
| 80         | 8         | Levons große Chance                  | 30 Minutes Or Less     | 1. Juni 2014         | 4. Nov. 2014                          | David Von Ancken | Tom Kapinos |
| 81         | 9         | Liebe, Glaube, Hoffnung              | Faith, Hope, Love      | 8. Juni 2014         | 11. Nov. 2014                         | John Dahl        | Tom Kapinos |
| 82         | 10        | Ein Abend mit Freunden               | Dinner With Friends    | 15. Juni 2014        | 11. Nov. 2014                         | Adam Bernstein   | Tom Kapinos |
| 83         | 11        | Geschwister                          | Daughter               | 22. Juni 2014        | 18. Nov. 2014                         | Michael Lehmann  | Tom Kapinos |
| 84         | 12        | Als für uns die Sonne schien         | Grace                  | 29. Juni 2014        | 18. Nov. 2014                         | Adam Bernstein   | Tom Kapinos |